# Рокфорд (Алабама)
Рокфорд (англ. Rockford) — місто (англ. town) в США, в окрузі Куса штату Алабама. Населення — 349 осіб (2020).

## Географія

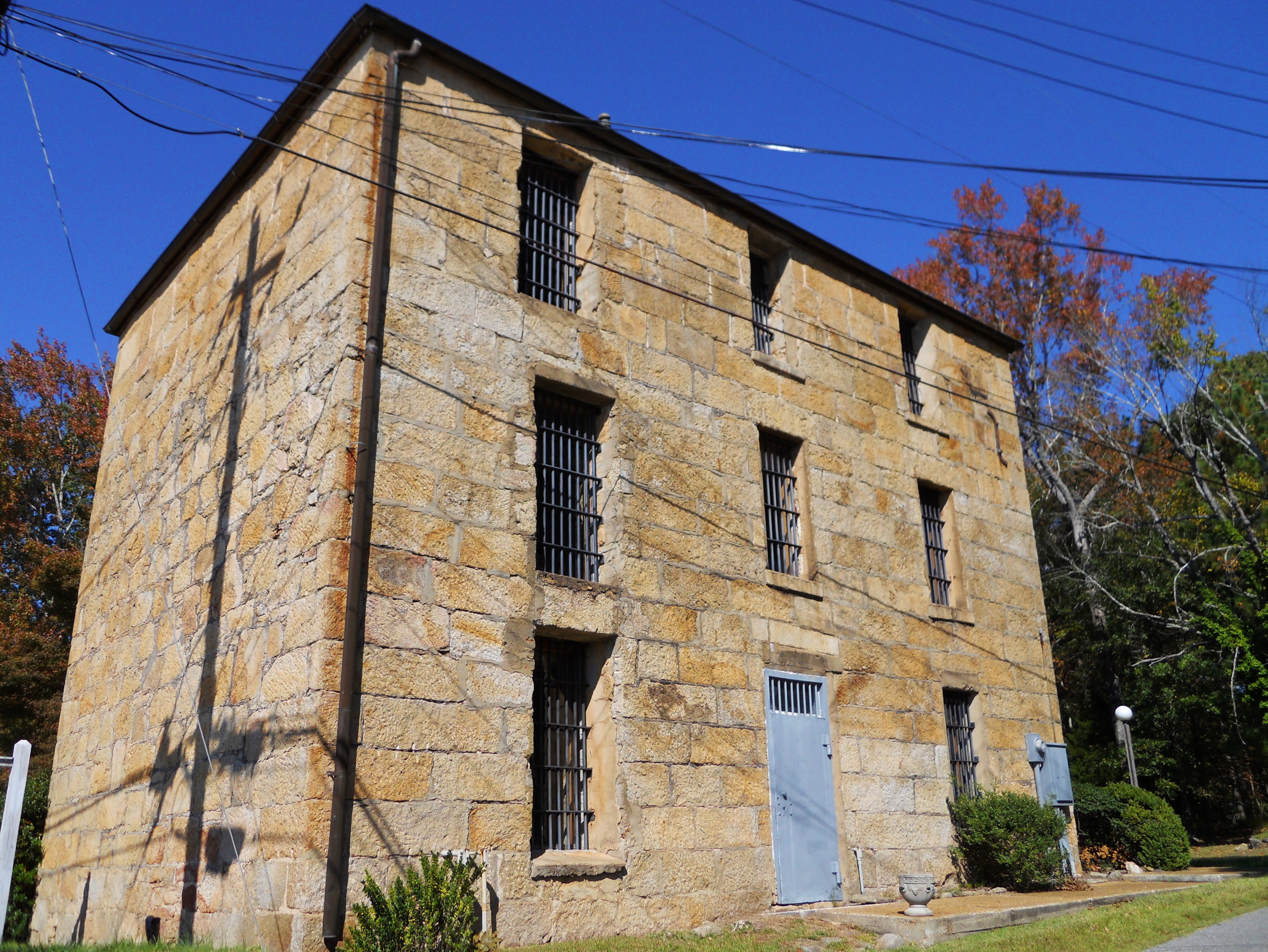
Будівля старої в'язниці в Рокфорді

Рокфорд розташований за координатами 32°53′49″ пн. ш. 86°12′30″ зх. д. / 32.89694° пн. ш. 86.20833° зх. д. (32.896866, -86.208345).  За даними Бюро перепису населення США в 2010 році місто мало площу 8,60 км², з яких 8,57 км² — суходіл та 0,03 км² — водойми.

## Демографія

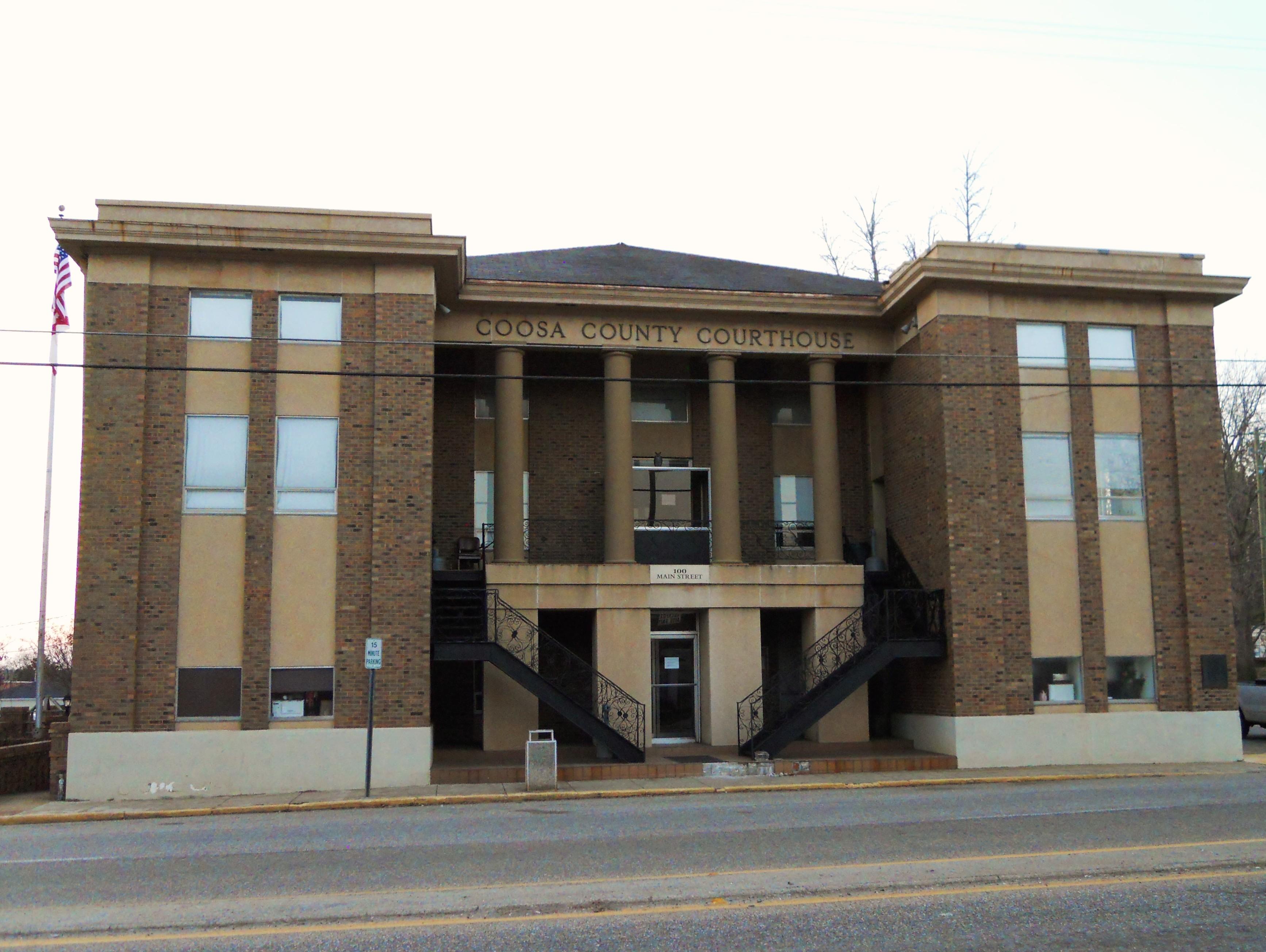
Окружний суд Куси в Рокфорді

Згідно з переписом 2010 року, у місті мешкало 477 осіб у 206 домогосподарствах у складі 106 родин. Густота населення становила 55 осіб/км².  Було 245 помешкань (28/км²).
Расовий склад населення:
| - 62,5 % — білих - 37,5 % — чорних або афроамериканців |

До двох чи більше рас належало 0,0 %. Частка іспаномовних становила 1,3 % від усіх жителів.
За віковим діапазоном населення розподілялося таким чином: 13,8 % — особи молодші 18 років, 68,6 % — особи у віці 18—64 років, 17,6 % — особи у віці 65 років та старші. Медіана віку мешканця становила 46,1 року. На 100 осіб жіночої статі у місті припадало 113,9 чоловіків;  на 100 жінок у віці від 18 років та старших — 110,8 чоловіків також старших 18 років.
Середній дохід на одне домашнє господарство  становив 30 793 долари США (медіана — 22 778), а середній дохід на одну сім'ю — 42 539 доларів (медіана — 26 563). За межею бідності перебувало 38,1 % осіб, у тому числі 64,5 % дітей у віці до 18 років та 1,0 % осіб у віці 65 років та старших.
Цивільне працевлаштоване населення становило 149 осіб. Основні галузі зайнятості: освіта, охорона здоров'я та соціальна допомога — 22,8 %, виробництво — 20,1 %, роздрібна торгівля — 14,1 %, будівництво — 12,8 %.